# Федеріко К'єза
Федеріко К'єза (італ. Federico Chiesa) — італійський професійний футболіст, нападник і вінгер клубу «Ліверпуль» та національної збірної Італії.

## Клубна кар'єра
К'єза є вихованцем «Фіорентини». Перед сезоном 2016/17 вирушив на збори з основною командою. 20 серпня 2016 року Федеріко дебютував в Серії А в поєдинку першого туру проти «Ювентуса» (2:1), вийшовши на поле в стартовому складі і будучи заміненим в перерві на Крістіана Тельо.
Швидко став основним гравцем «фіалок», провівши протягом чотирьох сезонів понад 150 матчів у всіх змаганнях.
5 жовтня 2020 року гравець перейшов до «Ювентуса» на умовах дворічної оренди з оплатою в 10 мільйонів євро. Орендна угода передбачала зобов'язання туринського клубу викупити контракт гравця за 40 мільйонів євро (плюс 10 мільйонів можливих бонусів) у випадку досягнення ним певних результатів під час виступів у його складі. 2022 року «Ювентус» викупив футболіста.
У серпні 2024 перейшов до складу англійського «Ліверпуля» за 13 млн євро.

## Виступи за збірні
2015 року дебютував у складі юнацької збірної Італії (U-19), загалом на юнацькому рівні взяв участь у 8 іграх.
Протягом 2017–2019 років залучався до складу молодіжної збірної Італії. На молодіжному рівні зіграв у 13 офіційних матчах, забив 6 голів.
2018 року дебютував в офіційних матчах у складі національної збірної Італії. Відтоді почав регулярно викликатися до її лав.

## Сім'я
Батько футболіста — Енріко К'єза, в минулому також був гравцем збірної Італії, з якою брав участь у чемпіонатах світу і Європи.

## Статистика виступів

### Статистика клубних виступів
Станом на 21 березня 2021
| Сезон                  | Команда                | Чемпіонат              | Чемпіонат | Чемпіонат | Національний кубок | Національний кубок | Національний кубок | Континентальні кубки | Континентальні кубки | Континентальні кубки | Інші змагання | Інші змагання | Інші змагання | Усього | Усього |
| Сезон                  | Команда                | Ліга                   | Ігор      | Голів     | Ліга               | Ігор               | Голів              | Ліга                 | Ігор                 | Голів                | Ліга          | Ігор          | Голів         | Ігор   | Голів  |
| ---------------------- | ---------------------- | ---------------------- | --------- | --------- | ------------------ | ------------------ | ------------------ | -------------------- | -------------------- | -------------------- | ------------- | ------------- | ------------- | ------ | ------ |
| 2016–17                | «Фіорентина»           | A                      | 27        | 3         | КІ                 | 2                  | 0                  | ЛЄ                   | 5                    | 1                    | -             | -             | -             | 34     | 4      |
| 2017–18                | «Фіорентина»           | A                      | 36        | 6         | КІ                 | 2                  | 0                  | -                    | -                    | -                    | -             | -             | -             | 38     | 6      |
| 2018–19                | «Фіорентина»           | A                      | 37        | 6         | КІ                 | 4                  | 6                  | -                    | -                    | -                    | -             | -             | -             | 41     | 12     |
| 2019–20                | «Фіорентина»           | A                      | 34        | 10        | КІ                 | 3                  | 1                  | -                    | -                    | -                    | -             | -             | -             | 37     | 11     |
| вер.-жовт. 2020        | «Фіорентина»           | A                      | 3         | 1         | КІ                 | 0                  | 0                  | -                    | -                    | -                    | -             | -             | -             | 3      | 1      |
| Усього за «Фіорентину» | Усього за «Фіорентину» | Усього за «Фіорентину» | 137       | 26        |                    | 11                 | 7                  |                      | 5                    | 1                    |               | -             | -             | 153    | 34     |
| жовт. 2020–21          | «Ювентус»              | A                      | 22        | 6         | КІ                 | 3                  | 1                  | ЛЧ                   | 8                    | 4                    | СІ            | 1             | 0             | 34     | 11     |
| Усього за кар'єру      | Усього за кар'єру      | Усього за кар'єру      | 159       | 32        |                    | 14                 | 8                  |                      | 13                   | 5                    |               | 1             | 0             | 187    | 45     |

### Статистика виступів за збірну
Станом на 4 листопада 2020
| Дата       | Місто        | Господарі  | Результат | Гості                | Турнір                               | Голи | Примітки |
| ---------- | ------------ | ---------- | --------- | -------------------- | ------------------------------------ | ---- | -------- |
| 23-3-2018  | Манчестер    | Італія     | 0 – 2     | Аргентина            | товариський матч                     | -    | 61'      |
| 27-3-2018  | Лондон       | Англія     | 1 – 1     | Італія               | товариський матч                     | -    | 56'      |
| 28-5-2018  | Санкт-Галлен | Італія     | 2 – 1     | Саудівська Аравія    | товариський матч                     | -    | 84'      |
| 1-6-2018   | Ніцца        | Франція    | 3 – 1     | Італія               | товариський матч                     | -    | 88'      |
| 4-6-2018   | Турин        | Італія     | 1 – 1     | Нідерланди           | товариський матч                     | -    | 61'      |
| 7-9-2018   | Болонья      | Італія     | 1 – 1     | Польща               | Ліга націй УЄФА 2018-2019 - 1-й етап | -    | 71'      |
| 10-9-2018  | Лісабон      | Португалія | 1 – 0     | Італія               | Ліга націй УЄФА 2018-2019 - 1-й етап | -    | 58'      |
| 10-10-2018 | Генуя        | Італія     | 1 – 1     | Україна              | товариський матч                     | -    | 90+4'    |
| 14-10-2018 | Хожув        | Польща     | 0 – 1     | Італія               | Ліга націй УЄФА 2018-2019 - 1-й етап | -    |          |
| 17-11-2018 | Мілан        | Італія     | 0 – 0     | Португалія           | Ліга націй УЄФА 2018-2019 - 1-й етап | -    | 85', 87' |
| 20-11-2018 | Генк         | Італія     | 1 – 0     | США                  | товариський матч                     | -    | 46'      |
| 8-6-2019   | Афіни        | Греція     | 0 – 3     | Італія               | Відбір до ЧЄ 2020                    | -    |          |
| 11-6-2019  | Турин        | Італія     | 2 – 1     | Боснія і Герцеговина | Відбір до ЧЄ 2020                    | -    | 46'      |
| 5-9-2019   | Єреван       | Вірменія   | 1 – 3     | Італія               | Відбір до ЧЄ 2020                    | -    | 62'      |
| 8-9-2019   | Тампере      | Фінляндія  | 1 – 2     | Італія               | Відбір до ЧЄ 2020                    | -    | 73'      |
| 12-10-2019 | Рим          | Італія     | 2 – 0     | Греція               | Відбір до ЧЄ 2020                    | -    | 39'      |
| 18-11-2019 | Палермо      | Італія     | 9 – 1     | Вірменія             | Відбір до ЧЄ 2020                    | 1    |          |
| 4-9-2020   | Флоренція    | Італія     | 1 – 1     | Боснія і Герцеговина | Ліга націй УЄФА 2020-2021 - 1-й етап | -    | 72'      |
| 7-9-2020   | Амстердам    | Нідерланди | 0 – 1     | Італія               | Ліга націй УЄФА 2020-2021 - 1-й етап | -    | 90'      |
| 11-10-2020 | Гданськ      | Польща     | 0 – 0     | Італія               | Ліга націй УЄФА 2020-2021 - 1-й етап | -    | 70'      |
| 14-10-2020 | Бергамо      | Італія     | 1 – 1     | Нідерланди           | Ліга націй УЄФА 2020-2021 - 1-й етап | -    | 55'      |
| Усього     |              | Матчів     | 21        |                      | Голів                                | 1    |          |

| Дата       | Місто             | Господарі | Результат | Гості     | Турнір                         | Голи | Примітки |
| ---------- | ----------------- | --------- | --------- | --------- | ------------------------------ | ---- | -------- |
| 23-3-2017  | Краків            | Польща    | 1 – 2     | Італія    | Товариський матч               | -    | 46'      |
| 27-3-2017  | Рим               | Італія    | 1 – 2     | Іспанія   | Товариський матч               | -    | 73'      |
| 18-6-2017  | Краків            | Данія     | 0 – 2     | Італія    | Молодіжне Євро-2017 - 1-й етап | -    | 66'      |
| 21-6-2017  | Тихи              | Чехія     | 3 – 1     | Італія    | Молодіжне Євро-2017 - 1-й етап | -    | 54'      |
| 24-6-2017  | Краків            | Італія    | 1 – 0     | Німеччина | Молодіжне Євро-2017 - 1-й етап | -    | 34', 78' |
| 27-6-2017  | Краків            | Іспанія   | 3 – 1     | Італія    | Молодіжне Євро-2017 - півфінал | -    | 61'      |
| 1-9-2017   | Толедо            | Іспанія   | 3 – 0     | Італія    | Товариський матч               | -    | 86'      |
| 4-9-2017   | Cittadella        | Італія    | 4 – 1     | Словенія  | Товариський матч               | 1    | 55'      |
| 5-10-2017  | Будапешт          | Угорщина  | 2 – 6     | Італія    | Товариський матч               | 2    | 46'      |
| 10-10-2017 | Феррара           | Італія    | 4 – 0     | Марокко   | Товариський матч               | -    | 62'      |
| 16-6-2019  | Болонья           | Італія    | 3 – 1     | Іспанія   | Молодіжне Євро-2019 - 1-й етап | 2    |          |
| 19-6-2019  | Болонья           | Італія    | 0 – 1     | Польща    | Молодіжне Євро-2019 - 1-й етап | -    |          |
| 22-6-2019  | Реджо-нель-Емілія | Бельгія   | 1 – 3     | Італія    | Молодіжне Євро-2019 - 1-й етап | 1    | 90'      |
| Усього     |                   | Матчів    | 13        |           | Голів                          | 6    |          |

## Титули і досягнення
- Володар Суперкубка Італії (1):

«Ювентус»: 2020
- Володар Кубка Італії (2):

«Ювентус»: 2020-21, 2023-24
- Чемпіон Англії (1):

«Ліверпуль»: 2024-25
Збірні
- Чемпіон Європи: 2020